# Euglossa tridentata
Euglossa tridentata là một loài Hymenoptera trong họ Apidae. Loài này được Moure mô tả khoa học năm 1970.